# Xtreme TV
Xtreme TV – całodobowa stacja telewizyjna emitująca program o przyrodzie, wędkarstwie, łowiectwie i survivalu.
1 sierpnia 2020 kanał Mango 24 zakończył nadawanie, ale telezakupy Mango pozostały w niektórych kanałach telewizyjnych. Następcą stacji został kanał Super TV (teraz Xtreme TV), którego nadawcą została należąca do Michała Winnickiego spółka MWE Networks. Dostęp do stacji zyskali od razu odbiorcy multipleksów lokalnych naziemnej telewizji cyfrowej należących do MWE Networks, a ponadto zainteresowanie kanałem wyraziła część sieci kablowych. 1 lutego 2022 stacja przestała emitować telezakupy i rozpoczęła emisję programu z Outdoor TV. 13 lutego 2022, logo Outdoor TV zastąpiono Xtreme TV, oraz nazwa stacji zmieniła się. 1 marca stacja rozpoczęła emisję reklam.